# Centaur (człon rakiety)

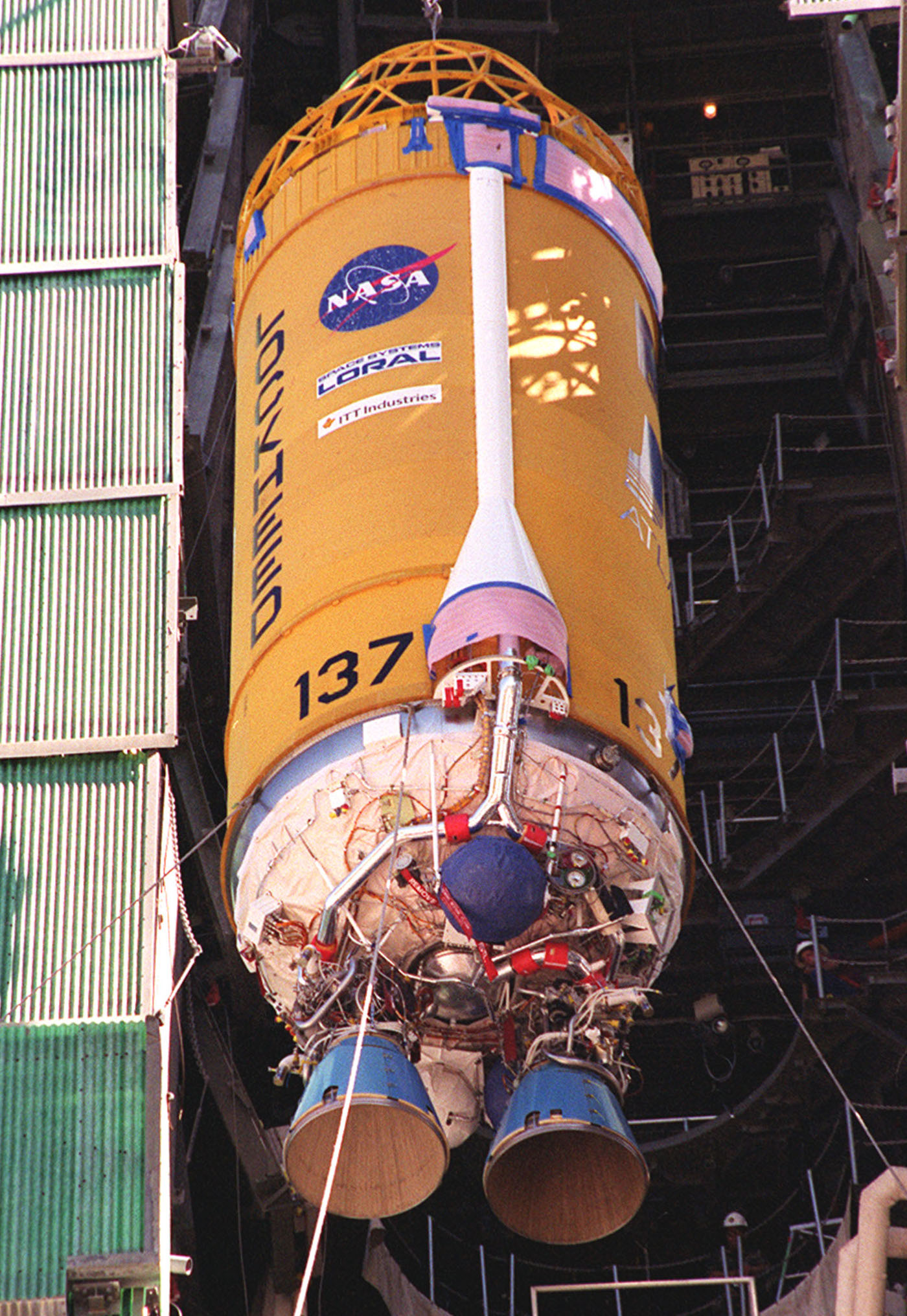
Stopień Centaur 2A przed montażem na rakiecie Atlas IIA

Centaur – człon rakietowy przeznaczony specjalnie dla rakiet nośnych wykorzystywanych przez USA, pierwszy człon górny zaprojektowany w USA wykorzystujący paliwo kriogeniczne (mieszaninę ciekłego wodoru i ciekłego tlenu). Człon jest stosowany w celu wynoszenia ładunku na orbitę geostacjonarną lub trajektorię międzyplanetarną.

## Historia
Centaur powstał w Centrum Badawczym im. Johna H. Glenna w 1956 roku. Jego pierwszy lot (zakończony niepowodzeniem) odbył się w maju 1962. Centaur był proponowany w latach 60. jako stopień górny rakiet Saturn I, Saturn IB i Saturn V. Proponowany był pod nazwą S-V (numeracja kolejno od umiejscowienia stopni). Jednak jego udany lot miał miejsce dopiero w 1965, a do tego czasu NASA znalazła większe i mocniejsze stopnie niż Centaur.
W 1966 powstała ulepszona wersja Centaura o nazwie Centaur D. Została ona użyta w rakietach Atlas Centaur aż 63 razy, z czego 55 startów było udanych, ostatni miał miejsce w 1989.
Centaur D został w 1974 zmodyfikowany na potrzeby rakiet Titan 3E. Zmodyfikowana wersja otrzymała oznaczenie SD-1T. Była wykorzystana do wyniesienia sond: Viking 1, Viking 2, Voyager 1, Voyager 2 oraz Helios 1 i Helios 2.
Kolejną wersją Centaura był Centaur G, specjalnie przystosowany do użycia w satelitach wynoszonych na orbitę dzięki promowi kosmicznemu. Pierwszym lotem tej wersji Centaura miał być lot sondy Galileo w kierunku Jowisza. Po katastrofie promu Challenger skasowano projekt Centaur G tłumacząc decyzję zbyt wysokim ryzykiem.
Po kasacji pomysłu na użycie Centaura w promach kosmicznych zadecydowano o zbudowaniu nowej rakiety, która będzie w ten stopień wyposażona. Stopień otrzymał oznaczenie Centaur T, zaś tą rakietą był Titan IV, który odbył swój pierwszy lot w 1994 (T-IVA) i w 1997 (T-IVB). Ostatni lot rakiety Titan IVA w 1998 zakończył się wybuchem z powodu krótkiego spięcia w systemie nawigacyjnym. Ostatni lot Centaura T odbył się w 2003 na pokładzie rakiety Titan IVB.
W latach 1990–1997 oddano do użytku rakietę Atlas I (dzięki tej rakiecie wystrzelono satelitę BeppoSAX rejestrującego rozbłyski promieniowania gamma w przestrzeni kosmicznej), która również wykorzystywała stopień Centaur, użyty od 1991 do 2004 w rakiecie Atlas II (wtedy w wersji dwusilnikowej). Najnowocześniejszą modyfikacją Centaura jest Centaur 3, wyposażony w większy zbiornik paliwa i 1 silnik RL-10 (poprzednie wersje miały po 2 silniki). Centaur 3 był w latach 2000-2005 używany w rakiecie Atlas III, a od 2002 roku – w rakiecie Atlas V uznanej za następczynię rakiet Titan.

## Warianty członu
- S-V – bazowa konstrukcja, nigdy nie użyta.
- Centaur D – 63 starty na rakietach Atlas Centaur.
- Centaur D-1T – 7 startów na rakiecie Titan 3E.
- Centaur G – przeznaczony pierwotnie dla satelitów wynoszonych przez promy kosmiczne, użyty jako Centaur T w rakietach Titan IV.
- Centaur 1 – 11 lotów na rakiecie Atlas I.
- Centaur 2 – użyty na rakiecie Atlas II.
- Centaur 3A/3B – 6 lotów na rakiecie Atlas III, wersja 3A posiadała jeden silnik RL-10A-4-1, wersja 3B 2 silniki RL-10A-4-2.
- Centaur V1/V2 – 33 loty na rakiecie Atlas V, wykorzystuje silnik RL-10A-4-2.

## Przyszłość
Konsorcjum United Launch Alliance odpowiedzialne za stopień Centaur planuje go zastąpić nową konstrukcją o nazwie Advanced Common Evolved Stage, który ma zastąpić zarówno Centaura jak i stopień Delta Cryogenic Second Stage z rakiety Delta IV.